# Eddie Lateste
Eddie Lateste (Hoboken (Antwerpen), 8 januari 1929) is een Belgisch filmregisseur, producer en animator. Hij staat vooral bekend als medewerker binnen de Belgische animatiestudio Belvision, waarvoor hij diverse tekenfilmverfilmingen van Belgische en Franse stripreeksen superviseerde. 
Lateste was onder meer de regisseur van de films De zonnetempel (1969) (een bewerking van het gelijknamige Kuifje-album) en De fluit met de zes smurfen (1976). Daarnaast werkte hij ook als scriptschrijver en animatiesuperviseur voor de films  Asterix en Cleopatra (1967), Daisy Town (1972) en Kuifje en het Haaienmeer (1972). Voor laatstgenoemde film verzorgde hij ook de productie en de speciale effecten. 
Hij is getrouwd en heeft twee zonen en één dochter.

## Meer informatie
- https://www.imdb.com/name/nm0490052/

- Bibsys: 10071321
- Bibliothèque nationale de France: cb141133010 (data)
- International Standard Name Identifier: 0000 0000 0299 0109
- Virtual International Authority File: 19888105